# Рибєк (Мокроног–Требелно)
Рибєк (словен. Ribjek) — поселення в общині Мокроног-Требелно, регіон Південно-Східна Словенія, Словенія.